# Laminacauda argentinensis
Laminacauda argentinensis là một loài nhện trong họ Linyphiidae.
Loài này thuộc chi Laminacauda. Laminacauda argentinensis được Alfred Frank Millidge miêu tả năm 1985.